# Sant Bernabé de les Tenes
Sant Bernabé de les Tenes és una entitat de població del municipi de Ripoll (el Ripollès) de 18 habitants el 2016.
La parròquia rural de Sant Bernabé de les Tenes és a la dreta de la riera de Vallfogona, a uns cinc quilòmetres de Ripoll i s'hi arriba per la carretera de Vallfogona.
Fins al 1970 va pertànyer al terme de la  Parròquia de Ripoll, de la qual formaven part altres nuclis (banades) situats al voltant de Ripoll: Sant Bernabé de les Tenes, Llaés, Sant Vicenç de Puigmal, Rama i els Brucs.